# 寒河江市立高松小学校
寒河江市立高松小学校（さがえしりつ たかまつしょうがっこう）は、山形県寒河江市にある公立小学校である。

## 概要
寒河江市西部にあり、国道112号白岩バイパス沿いにある。バイパスを挟んで寒河江市立陵西中学校がある。
JR左沢線羽前高松駅より徒歩12分

## 沿革
- 1874年（明治7年）3月25日 - 八鍬学校と谷沢学校がそれぞれ開校
- 1887年（明治20年） - 八鍬、谷沢両学校が合併し、米沢尋常小学校が開校
- 1889年（明治22年） - 村合併により高松尋常小学校に改称
- 1899年（明治34年） - 高松尋常高等小学校に改称
- 1941年（昭和16年） - 高松国民学校に改称
- 1947年（昭和22年） - 高松村立高松小学校に改称
- 1954年（昭和29年） - 現在の寒河江市立高松小学校に改称
- 1981年（昭和56年） - 旧高松中学校跡地に新校舎完成

## 学区
米沢、高松、鹿島、下八鍬、上八鍬、臥竜橋、下谷沢、中谷沢、上谷沢、中新田、新田

## 卒業後
- 陵西中学校へ進学する[2]。